# Allotinus borneensis
Allotinus borneensis är en fjärilsart som beskrevs av Dudley Moulton 1911. Allotinus borneensis ingår i släktet Allotinus och familjen juvelvingar. Inga underarter finns listade i Catalogue of Life.